# Fonction mesurable
Soient E et F des espaces mesurables munis de leurs tribus respectives ℰ et ℱ.
Une fonction f : E → F est dite (ℰ, ℱ)-mesurable si la tribu image réciproque par f de la tribu ℱ est incluse dans ℰ, c'est-à-dire si :
L'identité, la composée de deux fonctions mesurables, sont mesurables. Les fonctions mesurables fournissent donc à la classe des espaces mesurables une structure de catégorie.

## Applications à valeurs réelles
Si F est l'ensemble des réels et si ℱ est sa tribu borélienne, on dira simplement que f est une fonction mesurable sur (E, ℰ).
La tribu borélienne sur ℝ étant engendrée (par exemple) par l'ensemble des demi-droites de la forme ]a , +∞[, le lemme de transport assure que f est mesurable sur (E, ℰ) si et seulement si l'image réciproque par f de chacune de ces demi-droites est dans ℰ. Par exemple : toute fonction réelle d'une variable réelle qui est monotone est borélienne.
Pour les fonctions à valeurs dans la droite achevée ℝ = ℝ ∪ {–∞, +∞}, un résultat analogue se vérifie avec les intervalles ]a , +∞].

### Propriétés de passage à la limite
Soient E un espace mesurable et (fn)n une suite de fonctions mesurables de E dans ℝ (ou même dans ℝ). Alors la fonction f définie par f = supn fn (à valeurs dans ℝ) est mesurable. En effet, l'image réciproque par f de ]a , +∞] peut s'écrire
{\displaystyle \bigcup _{n\in \mathbb {N} }\{x\in E\mid f_{n}(x)>a\}}
et cet ensemble est une réunion dénombrable d'éléments de ℰ, donc un ensemble mesurable.
Par passage aux opposés, on en déduit que, si les fonctions fn de E dans ℝ sont toutes mesurables, alors la fonction infn fn l'est également.
On peut alors montrer que les fonctions limites inférieure et supérieure liminfn → ∞ fn et limsupn → ∞ fn sont, elles aussi, mesurables.
En particulier :
- les quatre dérivées de Dini d'une fonction mesurable de ℝ dans ℝ sont elles-mêmes mesurables ;
- toute limite simple de fonctions mesurables est mesurable (ce qui d'ailleurs se démontre directement et plus généralement pour des fonctions à valeurs dans un espace métrique – mais pas à valeurs dans un espace topologique quelconque[1]) ;
- toute fonction dérivée est mesurable.

### Approximation par des fonctions continues
Si (E, ℰ) est un espace métrisable séparable muni de sa tribu borélienne, toute fonction mesurable sur E (à valeurs réelles) et bornée est limite monotone de fonctions bornées continues.

### Fonctions Lebesgue-mesurables
Une fonction f : ℝ → ℝ est dite Lebesgue-mesurable si elle est (ℒ, ℬ)-mesurable, où ℒ et ℬ désignent respectivement la tribu de Lebesgue et la tribu borélienne sur ℝ. Si f est continue alors elle est borélienne (c.-à-d. (ℬ, ℬ)-mesurable) et a fortiori Lebesgue-mesurable mais (en supposant l'axiome du choix) elle n'est pas nécessairement (ℒ, ℒ)-mesurable. Pour construire un contre-exemple, on peut utiliser l'escalier de Cantor,.
Si f est borélienne et bijective et si sa bijection réciproque a la propriété N de Luzin, alors f est (ℒ, ℒ)-mesurable.